# Perro de pastor mallorquín
El perro de pastor mallorquín o Ca de Bestiar es una raza de perro española originaria de Mallorca. Empleado tradicionalmente en el campo mallorquín como guardián de rebaños, posee un característico pelaje de color negro. El negro es el color reconocido por el estándar, pero no es el único. Los hay pies blancos, collarados, faldas rojas y atigrados. De este último se está llevando actualmente un programa de cría y recuperación.
Desde muy antiguo fue utilizado como perro pastor para todo tipo de ganado, incluso aves, y como guarda y defensa en las casas de posesión. Si bien se desconoce el momento de su llegada, algunas suposiciones apuntan a que vino o bien con la conquista del rey Jaime I o poco después de ésta, ya a lo largo de los siglos los pastores y foravilers mallorquines le confirieron unas características muy propias y diferenciadas no solo de otros perros isleños, sino también de sus vecinos de los alrededores del Mediterráneo.
En la década de 1970 se comenzó su selección y cría controlada, y ya en el año 1980 se redactó el estándar para fijar las características y poder tener una referencia válida tanto para la valoración como para el asesoramiento en la reproducción, vallas llevadas a cabo por el Club del "Ca de bestiar" y que ha supuesto una pieza fundamental para su recuperación. Este prototipo racial fue aceptado por la RSCPFRCE (Real Sociedad Central para el Fomento de las Razas caninas de España) y también reconocido por el máximo organismo mundial: la Federación Cinológica Internacional (FCI) el 13 de septiembre de 1982 con el num. 321 clasificándolo como grupo 1. sección 1.ª Perros de pastor.

## Descripción

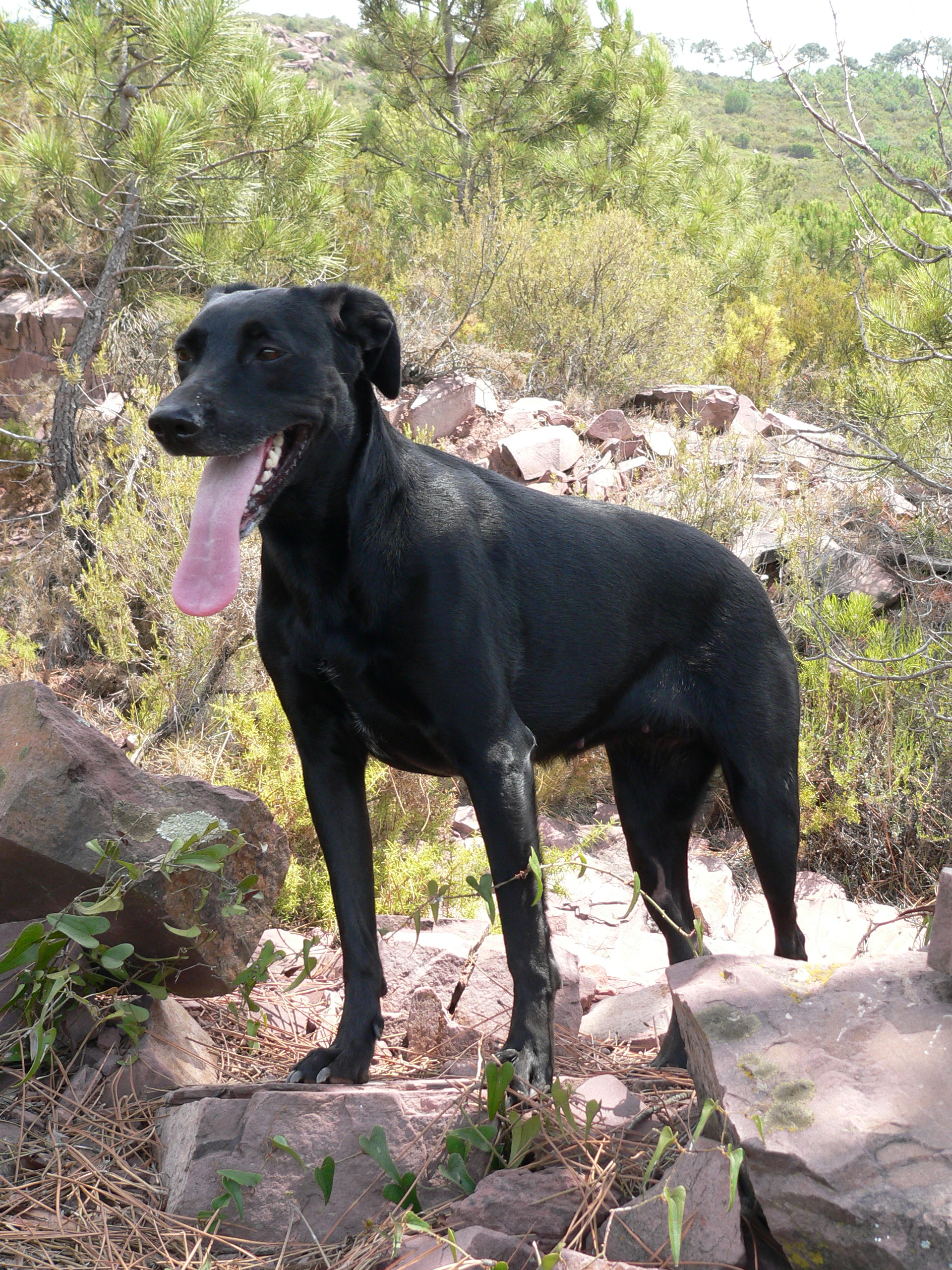
Perro de pastor mallorquín

La inserción de la cola es horizontal, de sección circular, más gruesa en la base. No se corta. Debe ser larga hasta el tobillo, pero sin llegar a tocar el suelo. Solo se admite el manto de color negro. El blanco se acepta solo en el pecho, normalmente como una "corbata". Existen dos variedades de pelo, una de largo y otra de corto: el corto está pegado a la piel, y mide entre 1,5 y 3 cm; el largo es ligeramente ondulado, suave y bastante espeso, muy resistente a la humedad, etc. Los ojos son pequeños, ni hundidos ni saltones. Levemente oblicuos, vivaces. Son de color miel, y varían del claro al oscuro. Los ojos son muy expresivos y de mirada inteligente y algo melancólica. La cabeza es maciza, pero no pesada. El eje cráneo-facial es ligeramente divergente. La longitud del hocico es igual a la del cráneo, y a su vez la longitud total de la cabeza es igual a la del cuello. Cráneo con perfil sub-convexo. Depresión naso-frontal marcada, con inclinación gradual. El morro es largo y fuerte, nunca terminado en punta y la trufa es negra. El paladar es rosa, y en teoría las manchas negruzcas en paladar y encías son un síntoma de pureza. Los dientes son muy fuertes y se cierran en tijera.

## Carácter
Es básicamente un perro pastor, pero su inteligencia y fidelidad le permiten desarrollar tareas de vigilancia y/o defensa. Ha sido apreciado en Mallorca desde siempre por sus cualidades pastoriles y su resistencia física. Es muy afectuoso y fiel a la persona que considera amiga, aunque hay que ganarse su aprecio tratándole bien y haciéndole hacer mucho ejercicio. Por otra parte, no suele aceptar órdenes de aquel a quien no considera su amo (y muchas veces "tarda" en aceptarlas incluso de este). Suele sospechar de los extraños, y siempre está atento y vigilante. Es una raza muy independiente, habituada a estar al aire libre, y que requiere mucho ejercicio físico y dedicar tiempo a su educación. Es cariñoso con los niños, y bastante paciente con ellos.